# جنوسان
جنوسان هي قرية تقع في شمال مملكة البحرين بالقرب من قرية باربار ويوجد بها كثير من البريطانيون و الأمريكيون و اليابانيون وكثير من الأوربيون.

## سبب التسمية
هناك رأيين حول سبب تسمية قرية جنوسان بهذا الاسم
- الرأي الأول: تركيب لكلمتين وهما : جنة الإنسان , وهو المرجح بسبب خصوبة أرضها وكثرة المزارع بها ومحاذاتها للشاطئ
- الرأي الثاني: بسبب اعتقاد الأجيال السابقة بوجود الجن في المزارع , ولذلك سميت "جن وإنسان"

## تلال جنوسان
تعود تلال جنوسان إلى العصر الهيلينستي ما بين الأعوام 300 قبل الميلاد و 200 ميلادية ، أي أن تاريخ أول استيطان لقرية جنوسان يعود لأكثر من 2000 سنة
قامت البعثة الفرنسية في عام 1983 بالتنقيب في تلال جنوسان وتوصلت إلى أن تلال مدافن جنوسان ذات تكوين طبيعي ، والجزء الباقي من صناعتها صناعي.

## القادة السياسيون
- الشيخ عبد الله الصالح

## المآتم في قرية جنوسان
هناك العديد من المآتم في جنوسان:
- مأتم جنوسان .
- مأتم جنوسان الجنوبي .
- مأتم أبناء حبيب.
- مأتم المحاري.
- حسينية السيد كاظم.

## اللجان الدينية في القرية
- هيئة أهل البيت
- مشروع تعليم الصلاة
- مركز النبأ العظيم لعلوم القرآن الكريم
- مركز الإمام المهدي لعلوم القرآن الكريم

## الوكالات القنصلية في جنوسان
هناك العديد من القنصليات في جنوسان:
- قنصلية الجمهورية الهيلينية.
- قنصلية جمهورية قبرص.
- قنصلية النرويج.